# Крутіха (Режівський міський округ)
Круті́ха (рос. Крутиха) — селище у складі Режівського міського округу Свердловської області.
Населення — 74 особи (2010, 63 у 2002).
Національний склад станом на 2002 рік: росіяни — 82 %.